# Luigi Sepiacci
Luigi Sepiacci, O.E.S.A. (Castiglione del Lago, 12 de setembro de 1835 – Roma, 26 de abril de 1893) foi um frei e cardeal italiano da Igreja Católica, prefeito da Sagrada Congregação de Indulgências e Sagradas Relíquias.

## Biografia
Era filho de Giuseppe Sepiacci e Maddalena Tufi e seu nome de batismo era Domenico Daniele. Recebeu o sacramento da confirmação em 1840. Ingressou na Ordem dos Eremitas de Santo Agostinho no convento de Terni em 27 de junho de 1851 e tomou o nome de Luigi. Fez sua profissão religiosa em 28 de junho de 1852.
Foi ordenado padre em 29 de maio de 1858, em Perúgia, por Dom Vincenzo Gioacchino Raffaele Luigi Pecci, arcebispo de Perúgia. Tornou-se leitor de filosofia em 2 de agosto de 1859. Em 27 de setembro de 1864, ele foi declarado apto a administrar seus estudos e foi enviado ao Irish College em Santa Maria in Posterula, e pouco depois foi enviado para Gante nos Países Baixos, de onde retornou 4 anos depois. Formou-se mestre em línguas orientais pelo Arquiginásio Romano em 10 de julho de 1865 e mestre em teologia em 3 ou 5 de agosto de 1869.
Tornou-se professor de teologia, no Liceu Romano "La Sapienza", em 8 de abril de 1870. Foi nomeado examinador do clero romano, em 14 de novembro de 1873; socius da Academia de Religião Católica, em 1 de julho de 1874, além de ter sido seu secretário geral. Em fevereiro de 1880, torna-se o procurador geral de sua ordem.
Sepiacci foi nomeado bispo titular de Callinicum pelo Papa Leão XIII em 15 de março de 1883, sendo consagrado na Igreja de Sant'Agostino in Campo Marzio em 18 de março por Dom Raffaele Monaco La Valletta, Cardeal-vigário para a Diocese de Roma, coadjuvado por Giulio Lenti, vice-gerente de Roma, e por Francesco Marinelli, O.S.A., sacristão de Sua Santidade.
Foi nomeado presidente da Pontifícia Academia dos Nobres Eclesiásticos (Escola de Diplomacia do Vaticano) em 7 de agosto de 1885 e, em 28 de junho ou 2 de julho de 1886, foi nomeado secretário da Sagrada Congregação para os Bispos e Regulares.
Foi criado cardeal pelo Papa Leão XIII no Consistório de 14 de dezembro de 1891, recebendo o barrete vermelho e o título de cardeal-presbítero de Santa Priscila em 17 de dezembro. Em 1 de agosto de 1892, foi nomeado como Prefeito da Sagrada Congregação de Indulgências e Sagradas Relíquias.
Morreu em 26 de abril de 1893, em Roma. Foi velado na igreja de Sant'Agostino in Campo Marzio e sepultado na capela de sua ordem no cemitério Campo di Verano. Em 1938, por ocasião do 45.º aniversário de sua morte, seus restos mortais foram transferidos para a Basílica de Santa Prisca, seu título cardinalício.